# Acricotopus zhalingensis
Acricotopus zhalingensis är en tvåvingeart som beskrevs av Zhang och Wang 2004. Acricotopus zhalingensis ingår i släktet Acricotopus och familjen fjädermyggor. Inga underarter finns listade i Catalogue of Life.